# Three Forks
Three Forks è una città degli Stati Uniti d'America situata nel Montana, nella Contea di Gallatin. Si trova all'interno del sistema di bacini di drenaggio dei fiumi Missouri e Mississippi ed è storicamente considerata la culla o l'inizio del fiume Missouri. La popolazione era di 1.869 abitanti al censimento del 2010.
La città di Three Forks è così chiamata perché si trova geograficamente vicino al punto, nel vicino Missouri Headwaters State Park, dove i tre fiumi Jefferson, Madison e Gallatin convergono per formare il fiume Missouri, il fiume singolo più lungo del Nord America, così come la maggior parte del sistema Missouri-Mississippi, dalle sorgenti vicino a Three Forks fino allo scarico nel Golfo del Messico.